# Wydział Samochodów i Maszyn Roboczych Politechniki Warszawskiej
Wydział Samochodów i Maszyn Roboczych Politechniki Warszawskiej (SiMR) – wydział Politechniki Warszawskiej. 
Znajduje się na terenie kampusu południowego uczelni, przy ul. Narbutta 84. Został utworzony w 1953 roku jako „Wydział Samochodów i Ciągników (SiC)”, chociaż historia powstania specjalności samochodowej sięga 1945 roku Od 1960 roku funkcjonował pod nazwą „Wydział Maszyn Roboczych i Pojazdów (MRiP)”, od 1970 roku pod obecną nazwą.

## Historia
W 1945 r. Powstała Specjalność Samochodowa (tzw. Oddział Samochodowy) w Szkole Inżynierskiej im. Hipolita Wawelberga i Stanisława Rotwanda. W latach 1949–1951 Powołano Zakład o specjalności samochodowej:
- Silników
- Budowy Samochodów
- Ciągników i Pojazdów Specjalnych
- Elektrotechniki Samochodowej
- Eksploatacji i Gospodarki Technicznej
- Technologii Wytwarzania

W 1947 r. Powołano Katedrę Budowy Samochodów na Wydziale Mechanicznym Politechniki Warszawskiej. W 1951 r. nastąpiło połączenie Szkoły Inżynierskiej im. Hipolita Wawelberga i Stanisława Rotwanda z Politechniką Warszawską czego skutkiem było utworzenie Oddziału Samochodowego na Wydziale Mechanicznym Technologiczno-Konstrukcyjnym Politechniki.
W 1953 r. Utworzono Wydział Samochodów i Ciągników (SiC) wraz z Katedrami:
- Samochodów
- Silników Pojazdów Mechanicznych
- Ciągników i Pojazdów Specjalnych
- Technologii Budowy Pojazdów Mechanicznych
- Technologii Napraw i Obsługi Technicznej Pojazdów Mechanicznych
- Mechaniki Ogólnej

W 1960 r. Nastąpiła reorganizacja wydziałów mechanicznych Politechniki oraz likwidacja wąskich specjalności. W ramach tych zmian utworzono Wydział Maszyn Roboczych i Pojazdów (MRiP).
W 1970 r. Nastąpiła kolejna reorganizacja czego skutkiem było utworzenie Wydziału Samochodów i Maszyn Roboczych (SiMR) istniejącego do dziś. W wyniku połączenia katedr powołano cztery Instytuty:
- Maszyn Roboczych Ciężkich
  - Zakład Maszyn Budowlanych
  - Zakład Transportu Bliskiego
  - Zakład Napędów Wieloźródłowych
- Podstaw Budowy Maszyn
  - Zakład Mechaniki i Teorii Maszyn (od 2011 roku)
  - Zakład Podstaw Konstrukcji i Eksploatacji Maszyn
  - Zakład Technik Wytwarzania
  - Zakład Technik Komputerowych
- Pojazdów
  - Zakład Pojazdów Szynowych
  - Zakład Samochodów
  - Zakład Silników Spalinowych
  - Zakład Ciągników i Napędów Hydraulicznych
- Transportu, który od 1972 stał się samodzielnym Wydziałem Transportu

W 2020 r. nastąpiło połączenie Instytutu Pojazdów i Instytutu Maszyn Roboczych Ciężkich, w wyniku którego powstał Instytut Pojazdów i Maszyn Roboczych. W jego ramach funkcjonują zakłady:
- Instytut Pojazdów i Maszyn Roboczych:
  - Zakład Ciągników i Napędów Hydraulicznych
  - Zakład Maszyn Budowlanych i Transportu Bliskiego
  - Zakład Napędów Wieloźródłowych
  - Zakład Pojazdów Szynowych
  - Zakład Samochodów
  - Zakład Silników Spalinowych

## Władze
- Dziekan: prof. dr hab. inż. Piotr Przybyłowicz
- Prodziekan ds. nauczania: dr inż. Andrzej Wąsiewski, prof. uczelni
- Prodziekan ds. studenckich: dr inż. Michał Abramowski
- Prodziekan ds. ogólnych: dr hab. inż. Michał Hać, prof. uczelni

## Instytuty
- Instytut Pojazdów i Maszyn Roboczych
- Instytut Podstaw Budowy Maszyn

## Dydaktyka

### Kierunki studiów
- Studia stacjonarne:
  - Inżynieria mechaniczna – I i II stopień
  - Mechatronika Pojazdów i Maszyn Roboczych – I i II stopień
  - Inżynieria Pojazdów Elektrycznych i Hybrydowych – I i II stopień
- Studia niestacjonarne:
  - Mechanika Pojazdów i Maszyn Roboczych – I i II stopień
  - Mechatronika Pojazdów i Maszyn Roboczych – I stopień
- Studia anglojęzyczne: Electric and Hybrid Vehicle Engineering, Mechanics of Vehicles and Construction Machinery, Mechatronics of Vehicles and Construction Machinery.

### Specjalności
- Na kierunku Mechanika Pojazdów i Maszyn Roboczych:
  - I stopień: Konstrukcje cienkościenne, Maszyny robocze, Nadwozia pojazdów, Pojazdy, Silniki spalinowe, Wibroakustyka, Wspomaganie komputerowe prac inżynierskich.
  - II stopień: Maszyny robocze, Nadwozia pojazdów, Pojazdy, Silniki spalinowe, Wspomaganie komputerowe prac inżynierskich.
- Mechatronika Pojazdów i Maszyn Roboczych (I i II stopień): Mechatronika maszyn roboczych, Mechatronika pojazdów, Pojazdy Szynowe (indywidualny tok studiów).
- Na kierunku Inżynieria Pojazdów Elektrycznych i Hybrydowych:
  - I stopień: Pojazdy autonomiczne, Pojazdy ekologiczne, Pojazdy niekonwencjonalne.
  - II stopień: Pojazdy autonomiczne, Pojazdy ekologiczne.
- Na kierunku Systemy Mechatroniczne w Rolnictwie Precyzyjnym (II stopień): Eksploatacja systemów rolnictwa precyzyjnego, Projektowanie systemów rolnictwa precyzyjnego.